# Мат (шахи)
Мат (від перс. mat — «померти») — в шахах так називається ситуація, коли король опиняється під шахом, і у гравця нема жодного можливого ходу, після якого король перестав би перебувати під шахом. Гравець, котрий оголосив мат, є переможцем партії.
Можна сформулювати умови мату так:
- Король опиняється під шахом
- Відсутня можливість здійснити хід королем, після якого він не буде у позиції шаху: всі сусідні з ним поля перебувають під боєм фігур суперника або зайняті власними фігурами
- Відсутня можливість взяти фігуру, котра оголосила шах
- Відсутня можливість закритись від шаху своєю фігурою

У випадку, якщо не виконується якийсь із двох перших пунктів — це не мат. Якщо ж перші два пункти виконуються, але не виконується третій або четвертий, то варто скористатись певним уточненням: якщо є можливість закритись від шаху, але цей хід поставить короля під шах іншої фігури — в нашому випадку це мат. Якщо шах оголошують дві фігури одночасно, і можливе взяття однієї з них, котре не виведе короля з позиції шаху від іншої фігури — в нашому випадку це теж мат.
Мінімальна кількість фігур, котрі необхідні для мату:
- Ферзь або тура — якщо на момент ходу білих у суперника не залишилось фігур, окрім короля, то мат ставиться при будь-якій початковій позиції та довільній грі суперника.
- Два слони різного кольору — якщо на момент ходу білих у суперника не залишилось фігур, окрім короля, то мат ставиться при будь-якій початковій позиції та довільній грі суперника.
- Слон і кінь — якщо на момент ходу білих у суперника не залишилось фігур, окрім короля, то мат ставиться при будь-якій початковій позиції та довільній грі суперника. З трьох вище названих варіантів цей є найскладнішим в реалізації, і початківці часто здійснюють помилки, котрі призводять до нічийного результату.
- Два коні — мат не є гарантовано досяжним, але при неоптимальній грі суперника перемога можлива. Три коні ставлять мат при довільній грі суперника, але в реальних партіях така ситуація виникає нечасто, оскільки на початку гри у кожного гравця лише два коні.

Якщо в обох суперників залишилась недостатня для мату кількість фігур та відсутні пішаки, то фіксується нічия.

## Різновиди мату
- Дитячий мат
- Безглуздий мат

- Дзеркальний мат (пат)
- Лінійний мат
- Кооперативний мат
- Чистий мат (пат)

- Еполетний мат
- Мат Легаля
- Батарейний мат
- Правильний мат (пат)[1]